# Sychrov (okres Liberec)
Sychrov (německy Sichrow) je obec v Libereckém kraji, vzdušnou čarou 20 km jižně od Liberce. Žije zde 216 obyvatel.

## Charakteristika obce
Obec Sychrov má zhruba 200 obyvatel a skládá se z pěti částí: Sychrova, Radostína, Třtí, Vrchoviny a Sedlejovic, které všechny leží v katastrálním území Radostín u Sychrova. Většina obyvatel se živí zemědělstvím.
V místě je základní škola, pošta a dětská ozdravovna.

## Historie
První doložitelná zmínka o vsi Sychrov je z roku 1367, tehdy však nesla název Svojkov. Ta však v 17. století zanikla a na jejím místě byl postaven zámek Sychrov, který dal jméno i vsi, jež vyrostla v jeho blízkosti.
Mezi majiteli Svojkova a následného Sychrova byli např. pánové z Vartemberka, z Valdštejna (včetně Albrechta z Valdštejna) či pánové ze Smiřic. V roce 1820 patřilo panství francouzskému rodu Rohanů, kteří na zdejším zámku žili až do roku 1945.

## Doprava
Obec má silniční i železniční spojení s nejbližšími městy Libercem a Turnovem (železniční stanice Sychrov je ve skutečnosti v obci Radimovice). U Radimovic se také nachází Sychrovský viadukt, 120 m dlouhý kamenný patrový viadukt chráněný jako technická památka.

## Památky
- státní zámek Sychrov - původně raně barokní, v novogotickém stylu zásadně přestavěný pro rodinu Rohanů, roku 1945, zkonfiskovaný; stálá expozice, také kulturní a společenské akce
- zámecký park s alejí platanů a konifer, klasicistní stavba oranžérie

## Osobnosti
- Vincenc Rupert Smolík (1857–1902) – český sochař a řezbář, zdejší rodák
- Antonín Dvořák – český hudební skladatel, několikrát pobýval na zámku, kde je jeho pamětní síň, zkomponoval zde mj. část opery Dimitrij.